# Mbaises
Els mbaises són els membres d'un sub-grup ètnic igbo que viuen a l'estat d'Imo, al sud-est de Nigèria. Viuen en el cor d'Igboland, en molts pobles i ciutats. El nom "Mbaise" es deriva de cinc ciutats: Agbaaja, Ahiara, Ekwereazu, Ezi na Ihite i Oke Ovoro. El territori dels mbaises (tres LGAs) és d'uns 404 km²: Aboh Mbaise (185 km²), Ahiazu Mbaise (111 km²) i Ezinihitte Mbaise (108 km²). L'eslògan mbaise és "seient de savis".

## Cultura i demografia
Els mbaises són igbos. El 90% són catòlics.
La dansa Nkwotile és comú entre els mbaises. Aquesta es balla durant el festival anual de nyam per a resar al déu Ajoku (Ahanjoku). Els mbaises tenen altres danses i músiques com "A gbachaa E kuru Nwa", Alija, Edere, Egwu Onu Nwa, Ekwirikwe Mgba, Ese, Nkelenke, Nkwa Ike, Nkwa Udu, Ogbongelenge i Uko.
Els mbaises utilitzen diversos títols socio-polítics: Eze (Rei), Nze, Okenze, Ozo, Duu, Durunze i Ezeji (senyor del nyam), entre d'altres.
Alguns dels festivals més important dels mbaises són el Iwa Akwa, el "Oji-mbaise", el "Iri-Ji-Mbaise" (el Festival New Yam) i la cerimònia "Iri Ji", que se celebra el 15 d'agost.

## Història i etnologia
Els mbaises són una barreja de diversos clans que estan connectats mitjançant matrimonis i que viuen al cor d'Igboland, en una zona que ocupa uns 404 km². Com que el 2006 es va estimar que hi havia 611.204 mbaises, el seu territori és la zona més densament poblada de l'Àfrica Occidental (Agulanna, 2008).
Fins a l'arribada dels europeus a Nigèria la principal font econòmica dels mbaises era l'agricultura. Abans de l'Imperi Britànic els igbos no tenien un sistema polític centralitzat i el seu sistema de govern es basava en les relacions de parentiu i el costum compartit. El seu nivell més elevat d'organització socio-política era el grup de l'aldea, que estava encapçalada per l'"Amala" (Njoku, 2003). Els afers polítics es discutien per tots els homes de la família al voltant de l'"awuru-awu" (arbre de vi de palma). Més recentment, l'"Aladinma" exerceix poders judicials, legislatius, administratius i legislatius a la comunitat de manera autònoma.
El 1902 hi va haver una força expedicionària britànica que lluitava contra els aros que va anar a Owerri i Mbaise. Quan els britànics van crear el Protectorat del Sud de Nigèria, el govern va establir una cort nadiua a Nkwogwu Nugur el 1905. El 1906 fou assassinat el Dr. Rogers Steward i els britànics van fer l'expedició punitiva d'Ahiara, en la que es van venjar massacrant a gent de la zona. El 1927 el govern colonial va introduir taxes que eren recol·lectades pels caps tradicionals. Aquests agents colonials es van corrompre i utilitzaren les taxes com a armes d'opressió del poble. El 1929 hi va haver l'Aixecament de les Dones degut a l'augment dels imposts que van cloure amb la destrucció de la cort nadiua a Nkowgwu. Així, es van establir altres corts a Itu, Afor Enyiogugu, Obohia, Orie-Ahiara i Uvuru.
El 12 de juny de 1941 cinc clans (Agbaja, Ekwerazu, Ahiara, Ezinihitte i Oke-Uvuru) es van unir en la Federació de Mbaise. El 1942 van unificar la seva tresoreria a Enyiogugu, que el 1948 fou transferida a Aboh. El 1957 es van separar de la unió els clans Obiangwu i Umuohiagu, que es van ajuntar amb els Ngor Okpala. Així, el territori mbaise fou reduït a tres LGAs (Ahiazu, Aboh-Mbaise i Ezinihitte.
El cap N.D. Ukah va encapçalar el Consell Mbaise entre el 1955 i el 1958. Aquest va iniciar dos projectes de desenvolupament: l'escola de secundària de Mbaise i l'Hospital Joint Mbaixe (avui en dia, l'Hospital General). El 1956 el Dr. Aaron Ogbonna va establir el primer hospital privat de Mboise.
El 1915 va iniciar al territori mbaise les primeres activitats missioneres dedicades a l'educació. El 1934 una monja irlandesa va establir el primer convent a Ogbor Nguru.
Durant la Guerra de Biafra, entre el 1967 i el 1970, els mbaises van tenir diversos rols.

## Actualitat
La principal ocupació dels mbaises és l'agricultura de subsistència: cultiven nyam, mandioca, fruites de l'arbre de palma, vegetals i fruites. Tot i això, des de la fi de la Guerra de Biafra els mbaises s'han desenvolupat i entre ells hi ha molts advocats, doctors, administradors, professors, artistes, enginyeres, científics i empresaris. El territori mbaise també té una de les concentracions de mossèns catòlics del món.

## Cultura

### Festes
Els mbaises conserven cerimònies tradicionals. El festival Ahianjoku, dedicat al Déu del nyam dura vuit dies. El 1946 es va introduir el Festival New Yam i es va cristianitzar i fixar el dia 15 d'agost. L'"Oji Ezinihitte" celebra la unitat del clan Ezinihitte i se celebra al mes de gener.

### Arts escèniques

#### Música i dansa
La música i dansa mbaise és present en totes les ocasions socials. Segons el professor Nwoga (1978), la música i la dansa són el fet més destacat de la seva cultura. Entre els mbaises hi trobem les formes de les danses igbos, així com els seus instruments musicals: el xilòfon de fusta, el piano de mà, el tambor llarg, el tambor curt, el tambor obert, l'olla, el gong, el corn de bambú i el corn de carabassa. Hi ha danses especials per al naixement (dansa Agbacha ekurunwa), matrimoni (danses Alija i Ogbongelenge), funeral d'homes (danses Eseike, Esse, Ekwerikwe mgba i nkwa ike) i dones (danses uko i ekereavu) vells, festes dels grups d'edat, festes del treball i altres festes grupals. Les danses abigbo, agborogwu i ogbongelenge es dediquen a la recepció de dignataris.
Entre els músics mbaises més importants destaca Joseph Onyenegecha Iwuchukwu (JONEZ) i el Cap Chrisogonus Ezebuiro Obinna.

#### Teatre i cinema
Abans de l'existència de Nollywood, l'actor més destacat fou Jegede. En l'actualitat, els actors més destacats són Kanayo O. Kanayo, Genevieve Nnaji, Rita Dominic Nwaturuocha, Okey Bakassi, Eucharia Anunobi, Ben Nwosu, Chidi Chikere i Ms. Phina Peters.

### Esports
Els esportistes mbaises més destacats són Chioma Ajunwa, que va guanyar la primera medalla d'or olímpica nigeriana i molts futbolistes tant masculins com femenins.

### Gastronomia
Els mbaises tenen l'amanida local "ugba" que té una aroma i gust particular. El vi de ràfia de palma també és un producte local destacat.